# Manfred Fischer (Apotheker)
Manfred Fischer (* 10. Oktober 1906 in Bühl; † 4. Januar 1987 ebenda) war ein deutscher Apotheker, Chemiker und Unternehmer.

## Leben
Manfred Fischer kam als Sohn von Hermine Fischer, geborene Wölfle, und des Apothekers und Fabrikanten August Fischer im mittelbadischen Bühl auf die Welt. Er besuchte zuerst das Realgymnasium und die Oberrealschule in Baden-Baden und bestand sein Abitur. Von 1926 bis 1928 erlernte er die Pharmazie. Sein pharmazeutisches Vorexamen bestand er in Karlsruhe und legte das Kandidatenjahr in Freiburg im Breisgau ab und studierte danach von 1929 bis 1931 an der Universität Frankfurt am Main. Nach seinem Pharmazeutischen Staatsexamen in Frankfurt studierte er von 1931 bis 1932 in Frankfurt und Königsberg Chemie. Er studierte danach Betriebswirtschaft an der Universität Heidelberg, war bis 1932 als Apotheker un Heidelberg und Freiburg tätig und gründete dann einen pharmazeutischen Fabrikationsbetrieb (Arzneimittelwerk Fischer). 1932 erfand August Fischer den ersten, gebrauchsfertigen Kunstharzkleber der Welt: UHU Alleskleber. Im Jahr 1937 übernahm Manfred gemeinsam mit seinem Bruder Hugo Fischer den väterlichen Chemiebetrieb (chem. Bürobedarf) und baute diesen bis zu einem Markenartikel-Unternehmen (UHU) aus.
Manfred Fischer wurde von 1943 bis 1945 als Feldapotheker zur Erledigung betriebswirtschaftlicher Aufgaben in der heerespharmazeutischen Arzneimittelfertigung eingezogen. Als Mitarbeiter des Generalapotheker Werner Knoll begann er die heereseigene Fertigung von 17 Wehrkreis-Sanitätsparks.
Sein Unternehmen leitete Fischer bis 1971, das dann von dem britischen Unternehmen Beecham übernommen wurde und ab 1974 als Lingner + Fischer bekannt war. Ab 1964 war er Präsident der Industrie- und Handelskammer. Er war auch Gesellschafter der Eisenberger Klebsandwerke GmbH, Inhaber der Burg-Windeck-Betriebe in Bühl, des Rennstalls Burg-Windeck und Iffezheim. 
Er war ab 1939 verheiratet mit Helga Fischer, geborene Wilkes, hatte ein Kind und war Rotarier.
Fischer war Chemiker, Betriebswirt, Unternehmer und der Erfinder des Präparates badedas. Alle Erzeugnisse des Familienunternehmens waren eigene Entwicklungen, darunter zum Beispiel Toilettenartikel, diverse Spezialkleber, Gerioptil und andere. 1932 gründete er den pharmazeutischen Fabrikationsbetrieb mit dem Namen Sanopharm. In verschiedenen Fachblättern wurden Aufsätze von ihm veröffentlicht. In der Zeithschrift Wehrpharmazie gab er 1944 die vielbeachtete Schrift Die Eigenfertigung und der Betriebsleitungsvergleich der Wehrkreissanitätsparks heraus. Eine sehr gründliche Analyse des Unternehmerphänomens stellte er in seinem Buch Unternehmer zur Führung berufen dar.

## Ehrungen und Auszeichnungen
- 1966: Ehrendoktor (Dr. rer. pol. h. c.) der TH, jetzt Universität Karlsruhe
- 1966: Ehrenbürger der Stadt Bühl
- 1968: Ehrensenator der Universität Tübingen
- 1971: Großes Bundesverdienstkreuz
- Ehrenpräsident der Industrie- und Handelskammer Mittlerer Oberrhein

## Veröffentlichungen
- Unternehmer zur Führung berufen. Düsseldorf 1963.
- Ist Unternehmensführung eine Wissenschaft und ist sie ein Lehrfach? o. O. 1965.